# Carl Diesterweg
Carl Diesterweg (geboren vor 1826; gestorben nach 1848) war ein nassauischer bzw. später preußischer Verwaltungsbeamter, 1848 auftragsweise Landrat des Kreises Wetzlar und zuletzt Kreisgerichtsrat.

## Leben
Der seit 1826 verheiratete Protestant Carl Diesterweg erhielt als Sohn eines Landschreibers zu Atzbach eine juristische Ausbildung. 1822 als Justizamtmann in Atzbach belegt, war er seit 1840 standesherrlicher Oberamtmann im Amt Hohensolms. Nach der Versetzung des seit 1845 auftragsweise mit der Verwaltung des Kreises Wetzlar betrauten Rudolph von Dewitz im April 1848 an die Regierung in Frankfurt (Oder), versah Carl Diesterweg das Amt im April und Mai 1848 bis zu dessen Wiederbesetzung durch Anton Kessler am 24. Mai 1848. Diesterweg ist zuletzt als Kreisgerichtsrat in Wetzlar nachweisbar.